# Benito Juárez, San Juan Evangelista
Benito Juárez är en ort i Mexiko.   Den ligger i kommunen San Juan Evangelista och delstaten Veracruz, i den sydöstra delen av landet, 500 km öster om huvudstaden Mexico City. Benito Juárez ligger 86 meter över havet och antalet invånare är 264.
Terrängen runt Benito Juárez är huvudsakligen platt. Benito Juárez ligger uppe på en höjd. Runt Benito Juárez är det glesbefolkat, med 10 invånare per kvadratkilometer. Närmaste större samhälle är Estación Juanita, 20,0 km nordväst om Benito Juárez. Omgivningarna runt Benito Juárez är en mosaik av jordbruksmark och naturlig växtlighet.